# URBANO
URBANO（アルバーノ）は、シャープが日本国内向けに開発した、auブランドを展開するKDDIおよび沖縄セルラー電話のCDMA 1X WIN対応携帯電話である。製造型番はW63SH（だぶりゅーろくさんえすえいち）。URBANOとはイタリア語で都会を意味し、URBANOシリーズの初代機となった。

## 概要
アクティブなエルダー～シニア層（今日でいう団塊の世代）を対象に、高級腕時計などをモチーフとしたアクセサリー感覚のデザインが用いられており、前年度の夏モデルであるW52SHを基に再設計・再開発された。3インチのワイドQVGA（240×400ピクセル）ディスプレイやワンセグ、おサイフケータイ（EZ FeliCa）、203万画素AFカメラなど、必要な機能に抑えている。サブディスプレイは1.3インチと比較的大きい。
同社のau向け端末としては初の内蔵式ワンセグ受信用アンテナを採用し、シンプルなデザインとなっている。
また、加速度センサーを搭載し、本体の向きを変えるとワンセグの画面が自動的に切り替わったり、歩数計で歩数や消費カロリー、脂肪燃焼量の測定などができる。
機能を制限せず、メールやメニューの文字を大きく表示する「でか文字」設定、着信音や受話音を聞きやすい音量にする「でか受話音」「でか着信音」も利用可能。
なお、同社製の1xEV-DO Rel.0、およびKCPに対応した音声端末としては最終機種となっている。

## 沿革
- 2008年（平成20年）8月28日 KDDI、およびシャープより公式発表。
- 2008年9月12日　北海道・東北・北陸・中国・四国・九州・沖縄地区にて発売。
- 2008年9月13日　上記以外の残りの地区にて発売。
- 2009年（平成21年）1月31日 沖縄・関西・中部・関東地区にてエレガントピンクが追加発売。
- 2009年2月5日 北陸地区にてエレガントピンクが追加発売。
- 2009年2月6日 上記以外の残りの地区にてエレガントピンクが追加発売。
- 2010年（平成22年）1月 販売終了。
- 2012年（平成24年）7月22日 - L800MHz（旧800MHz帯・CDMA Bandclass 3）帯によるサービスの停波によりそれ以降はN800MHz（新800MHz帯・CDMA Bandclass 0 Subclass 2）帯および2GHz（CDMA Bandclass 6）帯の各サービスで利用する事となる。

## 対応サービス
- LISMO Music（EZ「着うたフル」および「LISMOビデオクリップ」対応）
- EZアプリ(BREW)
- EZ Felica（Touch Message対応）
- モバイルSuica
- QUICPay設定アプリ
- 絵しゃべりメール
- EZテレビ（ワンセグ）
- au Smart & Sports Run & Walk
- オープンアプリプレイヤー
- EZケータイアレンジ
- EZニュースフラッシュ
- EZニュースEX（EZweb版のみ対応）
- EZナビウォーク
- EZ助手席ナビ
- 安心ナビ
- バーコードリーダー&メーカー

など

## 注
1. ↑  2012年7月23日より利用不可